# Донє Мрзло Полє-Мрежницько
45°28′ пн. ш. 15°32′ сх. д. / 45.46° пн. ш. 15.53° сх. д.
Донє Мрзло Полє-Мрежницько (хорв. Donje Mrzlo Polje Mrežničko) — населений пункт у Хорватії, у Карловацькій жупанії у складі міста Дуга Реса.

## Населення
Населення за даними перепису 2011 року становило 512 осіб.
Динаміка чисельності населення поселення: